# Dziwogóra
Dziwogóra [d͡ʑivɔˈɡura] (tiếng Đức: Dewsberg) là một ngôi làng thuộc khu hành chính của Gmina Połczyn-Zdrój, trong quận Świdwin, West Pomeranian Voivodeship, ở phía tây bắc Ba Lan. Nó nằm khoảng 5 kilômét (3 mi) phía tây bắc Połczyn-Zdrój, 19 km (12 mi) về phía đông của Świdwin và 105 km (65 mi) về phía đông bắc của thủ đô khu vực Szczecin.
Trước năm 1945, khu vực này là một phần của Đức. Đối với lịch sử của khu vực, xem Lịch sử của Pomerania.
Ngôi làng có dân số 170 người.